# 野田章子
野田 章子（のだ しょうこ、1969年 - ）は日本の国際公務員。モルディブ国連常駐調整官兼国連開発計画(UNDP) 常駐代表、国連開発計画(UNDP) インド事務所常駐代表等を経て、国連事務次長補、国連開発計画(UNDP) 総裁補兼危機局長。

## 人物・経歴
兵庫県出身。大学時代にダイビングで訪れたフィリピンのセブ島でストリートチルドレンに出逢ったことをきっかけに国際協力の道を志す。1989年甲南女子高校を経て1993年慶應義塾大学法学部政治学科を卒業、1995年慶応義塾大学法学研究科政治学修士号を取得。
大学院修了後、三菱総合研究所を経て1998年からUNDPタジキスタン事務所に勤務。その後、UNDPのコソボ、ユーゴスラビアの各事務所を経て、UNDP本部でマーク・マロック・ブラウン前総裁のもとで2002年-2005年にかけてプログラムスペシャリストとして勤務。その後、国連コンゴ民主共和国ミッション(MONUC: 現: 国連コンゴ民主共和国安定化ミッション (MONUSCO）)、パキスタンの国連常駐調整官事務所での勤務を経て、UNDPモンゴル事務所常駐副代表、UNDPネパール事務所長、モルディブ国連常駐調整官兼UNDP常駐代表、UNDPインド事務所常駐代表を歴任。2023年11月より国連事務次長補、国連開発計画（UNDP）総裁補兼危機局長に就任。
1998年に内戦直後のタジキスタンにJPOとして赴任して以来、主に紛争地で勤務し平和構築の分野を専門とする。紛争終結に伴う歴史的な過渡期を迎えた国々で、復興、防災に係る支援プログラムの策定と実施に従事。また、モルディブやインドでは複雑な政治環境の下での開発プログラムを指揮した。第13回中曽根康弘賞優秀賞受賞。趣味はジョギング、ヨガ、ゴルフ、スキューバダイビングで愛猫家でもある。

## 出演動画
- UNDP India (2023年11月08日) "Goodbye and Thank You, India!"
- UNDP India (2023年10月27日) "UNDP India wins the Gold Gender Equality Seal 2023"
- UNDP駐日代表事務所 (2023年9月25日) "武見敬三厚生労働大臣「インドのワクチン接種プログラムのデジタル化」最前線を視察"
- UNDP駐日代表事務所 (2023年1月3日) "UNDPインド事務所、2022年のハイライトと年始のご挨拶"
- UNDP India (2021年12月28日) "2021 Highlights & Year-End Message from UNDP India"
- UNDP India (2022年11月14日) "2020 End of Year Message: Shoko Noda, Resident Representative, UNDP India"
- UNDP駐日代表事務所 (2021年10月29日) "日本の支援で医療用酸素をコロナ禍のインドへ"
- UNDP駐日代表事務所 (2021年6月10日) "脆弱層をセーフティネットへー日本の支援でコロナ禍の社会保護を促進（インド）"
- UNDP駐日代表事務所 (2019年4月9日) "UNDPの女性常駐代表"